# Piptocarpha opaca
Piptocarpha opaca là một loài thực vật có hoa trong họ Cúc. Loài này được (Benth.) Baker miêu tả khoa học đầu tiên năm 1873.